# ノラの戦い (紀元前215年)
第二次ノラの戦いは、第二次ポエニ戦争において紀元前215年にハンニバル・バルカ率いるカルタゴ軍とマルクス・クラウディウス・マルケルス率いるローマ軍との間で戦われた戦闘である。

## 経過
前年の失敗にもかかわらず、ハンニバルは再びノラ奪取を試みた。ハンニバルはノラのマルケルスに会戦を挑んだものの、マルケルスはそれに応じなかった。このため戦う気が失せたカルタゴ軍は略奪を始めたが、マルケルスはそれに襲いかかった。その時ローマ軍は海戦で使う長い槍を装備しており、このため短い突き槍を用いていたカルタゴ軍に対して優勢に戦い、カルタゴ軍は撤退した。プルタルコスは「後に残された戦死者の遺体は5000、捕虜は600、死んだ象は4頭、生け捕りにした象は2頭であった」としているが、この記述ではこれがカルタゴ軍だけの損害か、双方合わせての損害かは不明確である（少なくとも象に限ってはカルタゴ軍のものであると言える）。

## その後
この戦いから3日目に、カルタゴ軍よりローマ軍へとイベリア人とヌミディア人の騎兵300騎が脱走してきて、以後彼らはローマ側で忠実に戦った。

## 註
1. ↑  プルタルコス, 「マルケルス」, 12
2. ↑  ibids, 12